# Bakhchisaray
Bakhchisaray (tiếng Ukraina: Бахчисарай) là một thành phố thuộc tỉnh Krym. Thành phố này có diện tích ? km2, dân số theo điều tra dân số năm 2001 là 27549 người.